# Grandaddy
Grandaddy es una banda estadounidense de indie rock formada en 1992 en Modesto, California. La banda estuvo formada por Jason Lytle (voz, guitarra, teclado), Aaron Burtch (batería), Jim Fairchild (guitarra), Kevin García (bajo) y Tim Dryden (teclado).

## Historia
Grandaddy se formó en 1992 con el cantante, guitarrista y tecladista Jason Lytle; el bajista Kevin García y el baterista Aaron Burtch. En 1995 el guitarrista Jim Fairchild y el teclista Tim Dryden se unieron a la banda.
Su trayectoria discográfica se abre con Under the Western Freeway, un LP que recoge temas de anteriores EP y que forma una colección calmada de pop aparentemente convencional, pero que demuestra un espíritu innovador casi experimental. Después vendría su álbum más aclamado,The Sophtware Slump, con el cual lograron éxito internacional, siendo considerado uno de los mejores lanzamientos del año 2000. Posteriormente publicaron Sumday y pusieron fin a su carrera en 2006 tras el lanzamiento de Just Like the Fambly Cat. Luego de diez años separados, la banda se volvió a reunir para una gira mundial como antesala del lanzamiento de Last Place en 2017. 
En medio de la gira promocional, su bajista y fundador, Kevin García, murió de un derrame cerebral. Tras ello, la banda suspendió el resto de la gira y planes futuros de la banda.

## Estilo
La banda ha alcanzado altos grados de miticidad entre los seguidores de la música alternativa. Lytle escribe las letras, compone los temas, canta, toca la guitarra acústica, el teclado y produce los discos. Su estilo es un rock de origen como The Beatles con toques rurales americanos, actualizado con una electrónica amable, discreta y sutil, siempre al servicio de la melodía y nunca de protagonismo gratuito.
Otro gran rasgo que caracteriza a esta banda es la producción meticulosa de Lytle. Suelen grabar en un granero de la familia de Lytle, y su sonido acústico pretende ser desnudo, con unas guitarras limpias pero que suenan rasgadas, amargas y con un deje de overdrive muy campestre. La producción perfeccionista no peca de excesiva, ya que lejos de influir en un sonido sobreproducido y cargante, da primacía a la canción sobre el estudio, y llena los temas de melodías ocultas, de arreglos de cuerda que aportan grandiosidad en momentos puntuales, pero siempre de forma sutil y discreta.

## Discografía
Álbumes de estudio
- Under the Western Freeway (1997)
- The Sophtware Slump (2000)
- Sumday (2003)
- Just Like the Fambly Cat (2006)
- Last Place (2017)
- The Sophtware Slump..... on a wooden piano (2020)

Compilados
- The Broken Down Comforter Collection (1999)
- The Windfall Varietal (2000)
- XFM It's a Cool, Cool Christmas benefit compilation (2000)
- Concrete Dunes (2002)
- I Am Sam (soundtrack) (2002)
- Below the Radio (songs by other artists compiled by Jason Lytle) (2004)

Primeros discos caseros
- Prepare to Bawl (1992)
- Complex Party Come Along Theories (1994)

EP
- A Pretty Mess By This One Band (1996)
- Machines Are Not She (1998)
- Signal to Snow Ratio (1999)
- Through A Frosty Plate Glass (2001)
- Excerpts From the Diary of Todd Zilla (2005)

Singles
- "Could This Be Love" (7" vinyl, limited to 500 copies) (1994)
- "Taster" (1995)
- "Everything Beautiful is Far Away" (1998)
- "Laughing Stock" (1998)
- "Summer Here Kids" (1998)
- "A.M. 180" (1998) Soundtrack de 28 Days Later.
- "The Crystal Lake" (2000)
- "Hewlett's Daughter" (2000)
- "Alan Parsons in a Winter Wonderland" (Note: Promo single) (2000)
- "He's Simple, He's Dumb, He's the Pilot" (2000)
- "The Crystal Lake" (re-issue) (2001)
- "Now It's On" (2003)
- "El Caminos in the West" (2003)
- "I'm on Standby"/"Stray Dog and the Chocolate Shake" (2004)
- "Nature Anthem" (2004)
- "Elevate Myself" (2006)
- "Way We Won't" (2016)